# 三ツ矢サイダー

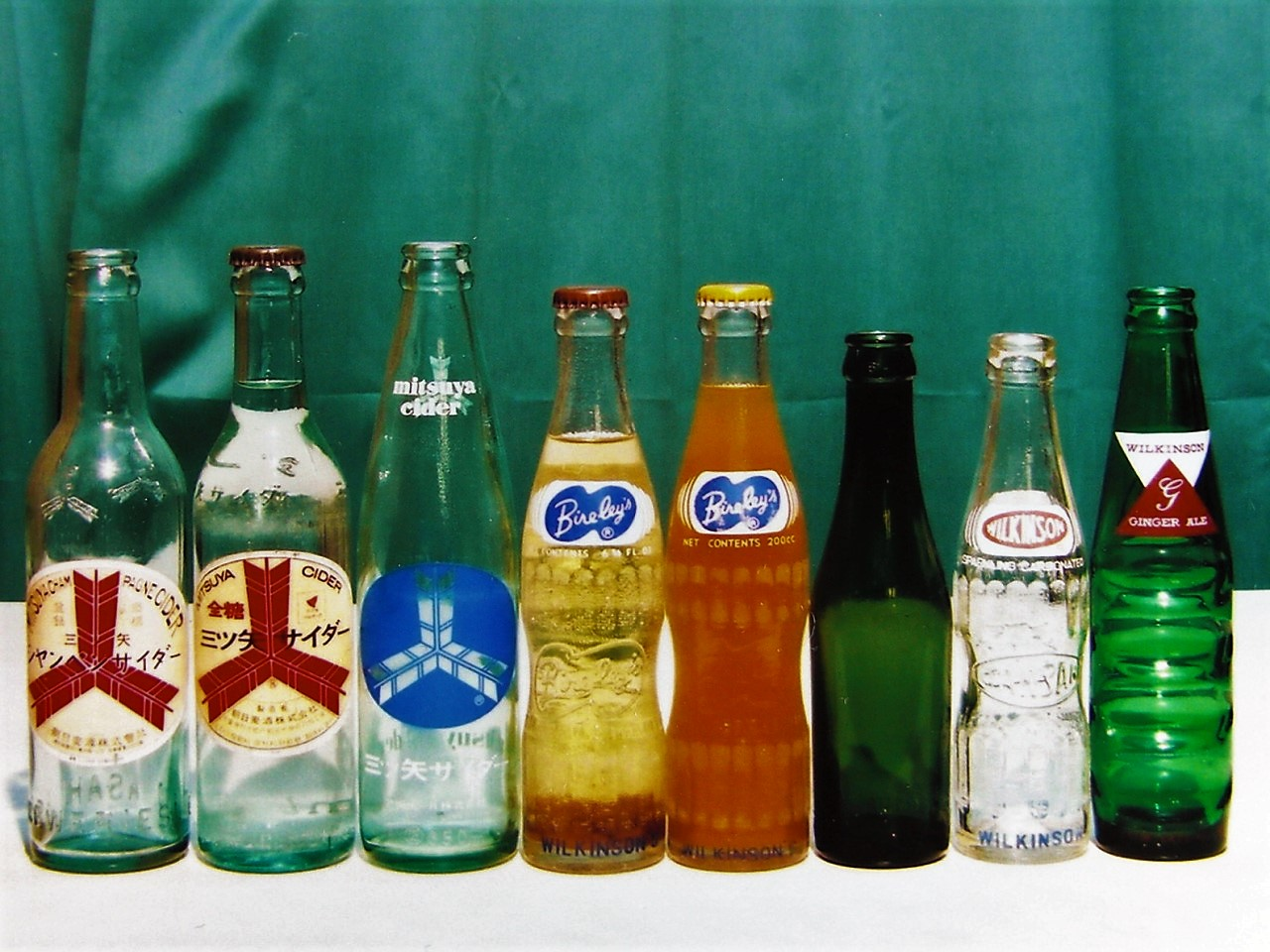
三ツ矢サイダー関連商品のリターナブルびん
左から
1：三ツ矢シャンペンサイダー（1950年代）
2：三ツ矢サイダー（1960年代）
3：三ツ矢サイダー（1972年）
4：バャリースオレンヂ（1952年）
5：バャリースオレンヂ（1970年代）
6：ウヰルキンソンタンサン（1940年代）
7：ウヰルキンソンタンサン（1950年代）
8：ウヰルキンソンジンジャーエール（1970年代）

三ツ矢サイダー（みつやサイダー）は、アサヒ飲料が発売している炭酸飲料のサイダー。同社の登録商標（日本第850875号ほか）でもある。

## 歴史

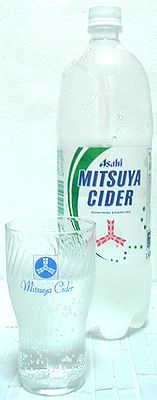
1.5Lペットボトル入り三ツ矢サイダー（2007 - 2009年）+1977年のオリジナルグラス「キラキラグラス」

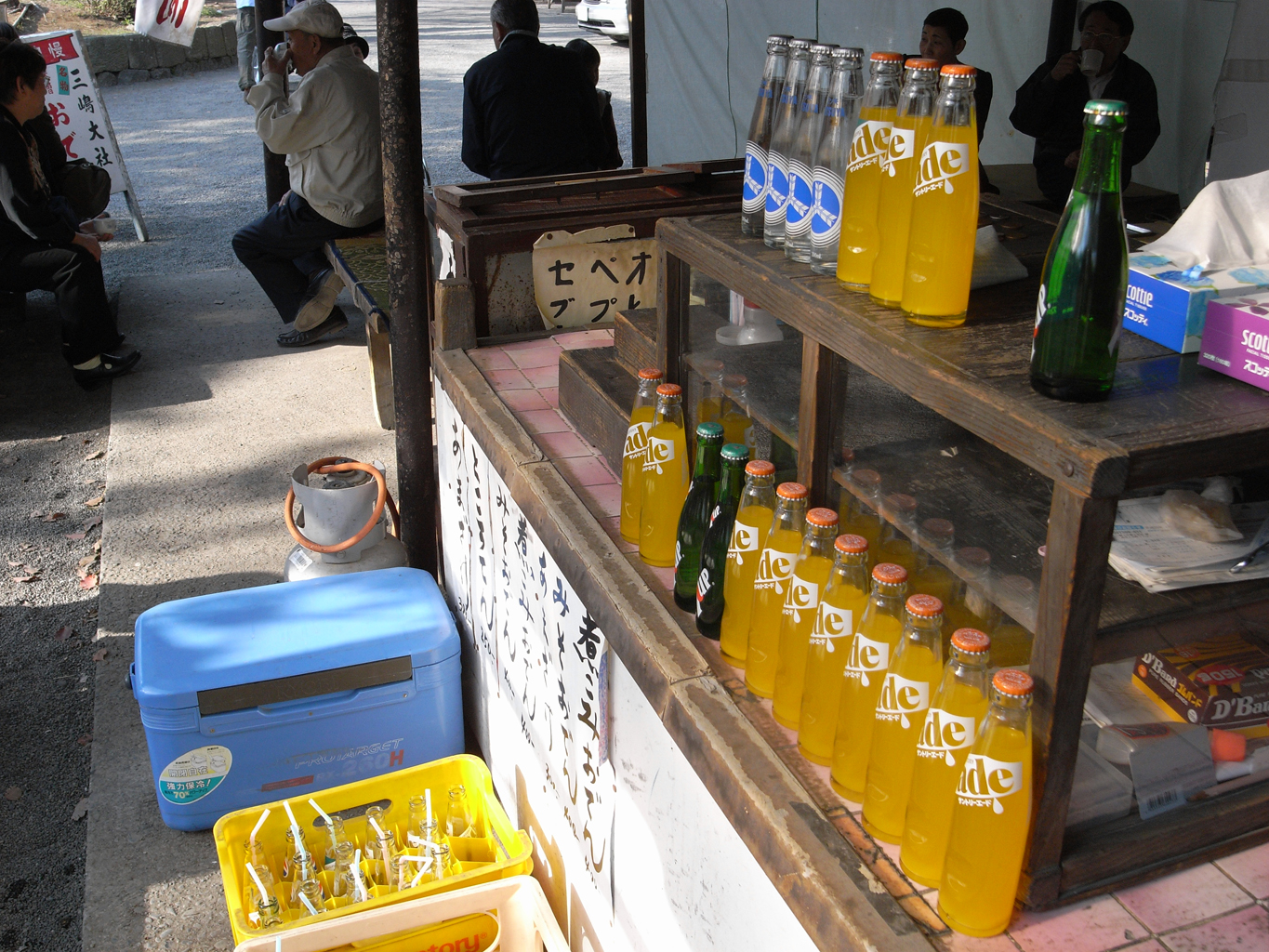
びん入り（三嶋大社で 2008年撮影）

### 宮内庁御料品
三ツ矢サイダーは、兵庫県川辺郡多田村字平野（現在の川西市平野　多田銀山の一部）で平野鉱泉が発見されたことにはじまる。かつてこの地では摂津三湯に数えられた名湯「平野の湯」と呼ばれる炭酸泉の湯治場があったが、江戸時代末期には廃れていた。明治時代に入り、外国人接待用の炭酸水を調達するために宮内省の命を受けて全国の水源を調査していたイギリス人理学者ウィリアム・ガラン（ウィリアム・ゴーランド、ガウランドとも、William Gowland [ˈgaʊlənd]）によって1881年に平野鉱泉が再発見され、炭酸水の御料品工場が建設された。

### 三菱財閥
1884年に三菱財閥が宮内庁から多田銀山の払い下げを受け、三菱商会が「平野水」として炭酸水を販売。1885年には明治屋が採取権を得て、源満仲にまつわる当地の言い伝えから「一本矢礦泉」に改名して販売。1889年には「三ツ矢平野水（）」の名称で販売された。しかし販売不振が続いたため、1905年には三ツ矢平野礦泉から販売された。なお平野水は夏目漱石も愛飲しており『行人』・『思い出す事など』にも登場、また大正天皇の皇太子時代の1897年には御料品としても採用された。
1907年に帝国鉱泉株式会社（旧 三ツ矢平野鉱泉合資会社）が設立され、従来の平野水を元に、砂糖を煮詰めた茶褐色のカラメルやイギリスから輸入したサイダーフレーバーを加えた「三ツ矢印 平野シャンペンサイダー」を発売し、1921年に「三ツ矢シャンペンサイダー」に改称されて販売された。

### 大日本麦酒
1921年に加富登麦酒が帝国鉱泉株式会社と日本製壜を吸収合併し日本麦酒鑛泉株式会社（根津財閥）となり、1933年に大日本麦酒株式会社と併合されたが、「三ツ矢シャンペンサイダー」は日本麦酒鑛泉のユニオンビールと共に引き続き製造販売された。
太平洋戦争ではサイダーは軍需品だったため製造が続けられていたが、末期には工場を軍需工場として貸し出されたり、戦災で設備の一部を焼失するなどしていたため、終戦の翌年の1946年7月まで製造が中断されていた時期があった。1946年7月から製造が再開されたが、政府による砂糖の配給が行われていたため、使用が解禁されたばかりの人工甘味料ズルチンに切り替えて製造再開（のちにズルチンの安全性に疑問が出たため、自主的に使用中止）。1951年には砂糖の配給が終了したことから、砂糖を使った「全糖三ツ矢シャンペンサイダー」も発売。なお「シャンパン」の名称使用について、フランスのシャンパン企業から全国清涼飲料連合会に抗議が来たため、1968年に「三ツ矢サイダー」に改名した。

### アサヒビール
大日本麦酒株式会社は、GHQが指示した過度経済力集中排除法による会社分割で、1949年に朝日麦酒株式会社と日本麦酒株式会社に分割され、三ツ矢サイダーはユニオンビールと共に朝日麦酒が継承し、戦前までの「アサヒビール・リボンシトロン」の組み合わせから「アサヒビール・三ツ矢サイダー」の組み合わせに代わった。
なおアサヒビールは、1950年代半ばからビールの販売低迷が始まり、一時は市場占有率10%を切り、会社存続が危ぶまれたが、1987年（昭和62年）にアサヒスーパードライのヒットで、業績復活するまでの約30年間の経営を支えたのは、三ツ矢サイダーの利益だった。
1967年に、柑橘系香味の透明炭酸飲料「三ツ矢レモラ」（二代目）を、1970年に200mlの入りびんを、1971年に透明炭酸飲料で業界初の缶入りをそれぞれ発売し、1973年に姉妹品として三ツ矢フルーツソーダを発売した。
この頃の容器は、ビールビンを細くした形で水色のビンに紙ラベルが貼付されていたが、すでに瓶に直接印刷が施されたプリント瓶に切り替えたキリンレモンに対抗して、1972年から水色の文字とマークが印刷されたプリント瓶に順次切り替えられた。
なおこの切替えで不要となった330ミリリットル入りの旧型の瓶は、地方の中小企業に流れて、現在でも朝日サイダー・八戸製氷冷蔵などで使われている。
アメリカ合衆国で人工甘味料ズルチンの安全性が疑われ始めたため、1961年に甘味料をチクロに切り替えた。しかし1969年にはチクロにも安全性が疑われ始めたことを機に、人工甘味料を使用していたすべての製品の製造を中止。砂糖を使用していた「全糖三ツ矢サイダー」に一本化することになった。また安全性をアピールするため、合成着色料の使用も中止し、現在のような透明色のサイダーになった。
1980年には、前年（1979年）に放送を開始したテレビアニメ『ドラえもん』（第2作）とのタイアップを行い、缶入りにドラえもんのデザインを施したり、瓶入りには「ドラえもんグラス」がもらえるプレゼントを行った（バヤリースも同じ）。アニメとのタイアップはこの後も、1982年に『Dr.スランプ アラレちゃん』、『忍者ハットリくん』、1984年に『パーマン』（第2作）と続いた。
1984年に発売100周年を迎えて缶やペットボトルに記されている「MITSUYA CIDER」が現在の書体で青色に変更されて現在に至る。1995年までは「Asahi」ロゴは側面部分に「by Asahi」と表示していたが、1996年のアサヒ飲料発足を機に「MITSUYA CIDER」の上に「Asahi」が表示された。
1988年に製造部門が分社化されてアサヒビール飲料製造株式会社となり、1996年に販売会社のアサヒビール飲料株式会社と合併してアサヒ飲料株式会社となる。
2004年に香料を天然原料のものに、水を天然水100%に変えて一層すっきりした味に仕上げて売上数量が増加し、業績不振から一転してV字回復した。近年流行の微炭酸へ移行することもなくキリンレモンと並び強炭酸を維持するなどして根強いファンを持つ。
2009年5月26日に「カロリーゼロ、糖質ゼロ、保存料ゼロ」の「三ツ矢サイダー オールゼロ」を全国で発売した。カロリーゼロ、糖質ゼロ商品は126年間で初めてである。同商品はアルミ缶商品で250mlと300ml、ペットボトルで500mlと1,500mlの2タイプ計4種類を販売する。2015年3月24日のリニューアルで『三ツ矢サイダー ゼロ』に改名し、2016年3月22日のリニューアルで『三ツ矢サイダー ゼロストロング』に再改名した。
源泉の自噴量が少なくなったことにより、発祥の地である平野工場は1954年に閉鎖され、アサヒビール系列のホームセンター・サンシャイン平野店になったが
2005年3月に閉店した。1912年に建設された大正天皇御料品製造所はこのホームセンターの奥で三ツ矢資料館になっていたが、サンシャインの閉店とともに公開が中断された。
2016年、アサヒ飲料の環境方針の下、一部製品（1.5Lボトル4万箱）に植物由来の原料を使用したオールバイオペットボトルの採用を開始した。
2017年6月15日、国際味覚審査機構(iTQi)による優秀味覚賞を受賞。
2018年3月からは「カルピスウォーター」と共に、ダイドードリンコが管理する自動販売機への供給を開始している（自動販売機用の430mlペットボトルのみ）。
2019年1月にプラスチック資源循環や海洋プラスチック問題の対策において、持続可能な容器包装の実現に向けた目標として「容器包装2030」を策定。プラスチック製容器包装の重量削減を目指している。
2024年にブランド140周年と発祥の地である川西市の市制70周年を記念した事業として、アサヒ飲料が記念デザインのマンホールを川西市に寄贈したほか、能勢電鉄で記念ヘッドマークの車両が運行された。

## 沿革
- 1884年 - 「平野水」発売。
- 1899年 - 「三ツ矢印」を商標登録。
- 1905年 - 三ツ矢平野鉱泉合資会社設立。
- 1907年
  - 2月20日 - 三ツ矢平野鉱泉合資会社と合資会社孔雀商会が合併し、帝国鉱泉株式会社設立。
  - 6月 - 「三ツ矢印平野シャンペンサイダー」発売。
- 1909年 - 「三ツ矢シャンペンサイダー」発売。
- 1912年 - 皇室及び各宮家へ御料品を納品するため、御料品製造所建築。
- 1916年 - 「三ツ矢サイダー」を商標登録。
- 1918年 - 大阪朝日新聞に三ツ矢サイダーと平野水の「中元贈答用」広告が出る。
- 1925年 -「三ツ矢レモラ」（初代）発売。
- 1952年 - 「全糖三ツ矢シャンペンサイダー」発売。
- 1954年 - 鉄道弘済会用に「三ツ矢サイダー」びん200ml発売。
- 1967年 - 「三ツ矢レモラ」（2代目）発売。
- 1968年 - 「三ツ矢シャンペンサイダー」を「三ツ矢サイダー」に改称。
- 1970年 - 「三ツ矢サイダー SILVER」瓶200ml発売。
- 1971年 - 「三ツ矢サイダー シルバー」缶250ml発売。
- 1973年 - 「三ツ矢フルーツソーダ グレープフルーツ」発売。
- 1974年 - 「三ツ矢フルーツソーダ グレープ」「三ツ矢フルーツソーダ プラム」発売。
- 1981年10月 - 缶コーヒー「三ツ矢コーヒー」発売。
- 1985年 - 「三ツ矢サイダー」PET1.5L発売。
- 1996年6月 - 「三ツ矢サイダー」PET500ml発売。
- 2009年 - 「三ツ矢サイダー オールゼロ」発売（後に「三ツ矢サイダー ゼロ」→「三ツ矢サイダー ゼロストロング」に改称）。
- 2021年 - 「三ツ矢レモラ」（3代目）発売。
- 2024年 - アサヒ飲料が三ツ矢サイダーのブランド140周年と川西市制70周年を記念した記念マンホールを川西市に寄贈、アステ川西前の道路に設置[13]。

## 名前の由来

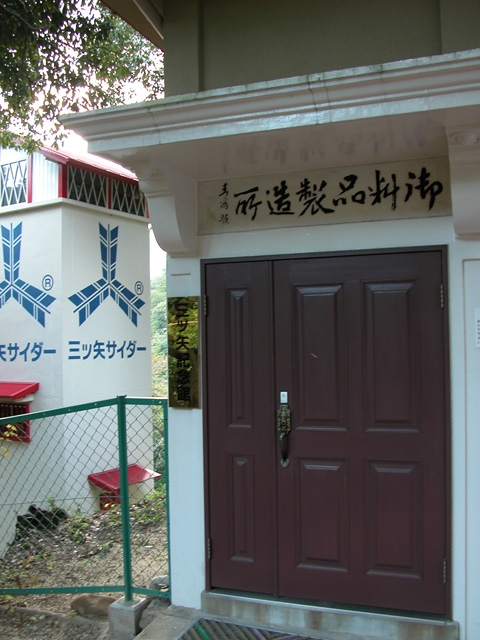
三ツ矢記念館
（川西市平野 2002年10月撮影）
2019年3月28日、源泉地室と共に川西市の文化遺産第一号となる。

平安時代中期、摂津源氏の祖源満仲が住吉大社の神託に従い三つ矢羽根の矢を放ち、矢の落ちた多田（現在の兵庫県川西市多田）に居城（新田城、多田城）を建てた伝説による。満仲はこの矢を探すのに功労が大きかった孫八郎という男性に、領地と「三ツ矢」の姓と三本の矢羽の紋を与えた。満仲はある日鷹狩りに出かけた際、偶然居城近くの塩川の谷間で、一羽の鷹が湧き出ている水で足の傷を治して飛び立つのを目撃した。この湧水が霊泉としてあがめられ、付近の住民がこの天然鉱泉を入浴として利用し、明治初年頃まで「平野温泉郷」として存続した。
江戸時代、平野鉱泉は付近にある多田神社の用人（家老）、三ツ矢旗兵衛の領地であった。明治期になり、来訪した外国要人に提供する良質な水を探すため明治政府は日本全国で水質調査を行った。1881年、大阪の造幣局の技術顧問であったイギリス人の化学・冶金学者ウィリアム・ゴーランドが平野鉱泉の水を分析したところ、炭酸ガスを多く含み「理想的な鉱泉」と認定し、当地に炭酸水を汲む御料工場が建設された。その後御料工場は三菱に払い下げられ、権利を得た明治屋が1884年に三ツ矢伝説から名称を取り入れた「三ツ矢平野水」と「三ツ矢タンサン」を発売した。平野鉱泉の水は「平野水」として広く世間に認知されるようになり、「三ツ矢」の商標も確立した。この「平野水」は、広辞苑第五版は炭酸水の代名詞として記載している。伝説の元となった三ツ矢氏の墓は、川西市の多田神社西隣の西方寺に現存する。1998年に西方寺の本堂工事のため、多田院墓地へ移設された。

## 備考
現在販売されている清涼飲料水では老舗で、一般に「日本初の（最古の）サイダー」とも呼ばれているが事実とは異なる。
- 日本で最初に製造販売されたサイダーは、1868年に横浜の外国人居留地でノース&レー商会が製造販売した「シャンペン・サイダー」と言われている[3][14][15]。
- 王冠付きびんを用いることによって本格的に流通したサイダーの元祖は、1899年に横浜扇町の秋元己之助が興した「金線サイダー」である。ほぼ同じ内容の飲料を、王冠無しのびんに詰めて販売したものはラムネと称された。1900年に王冠が輸入されるようになったことで、それ以降、各社で王冠付きびん入りのサイダーが販売されるようになる。秋元は上記ノース&レー商会に勤める西村甚作の助言で炭酸水にリンゴのフレーバーを付けたとされ、シャンペン・サイダーの命名がパイナップルとリンゴのフレーバー由来だったことから、シャンペンの語を除いたサイダーという商品名にしたとされる。
- 金線サイダーは1915年に横浜蓬莱町に金線飲料株式会社を設立するが、1925年に同社が日本麦酒鑛泉株式会社に合併されて金線サイダーと三ツ矢サイダーは兄弟銘柄となりしばらく併売されていたが、大日本麦酒合併後、三ツ矢サイダーに統合されて製造が打ち切られた。三ツ矢サイダーは日本最古のサイダーではないが日本最古のサイダーの歴史を受け継いでいる。
- 1980年代前半に北海道道南地方で三ツ矢サイダーを販売元にして金線サイダーの名称で飲料水が販売された。旧式のサイダーびんの処分を図るため、びん代金を保証せずに購入者が使い捨てるワンウェイ方式で1本60円の安価で販売され、古風なびんの形状と素朴な味[注釈 12]が人気を集めたが、1984年に在庫終了と共に終売した。

2007年にダイドードリンコと共同事業で昔の商品を再現した「復刻堂・三ツ矢サイダー」を期間限定で発売した。2010年に新デザインで発売されて缶に昭和30年代のマスコットキャラクターであるインディアンの子供3人が描かれている。いずれも缶には「三ツ矢サイダー」がアサヒ飲料の登録商標であることが記されている。ダイドーは以前にサッポロ飲料とも共同事業を行い「復刻堂・リボンシトロン」を発売している。
著名な愛飲者として、演歌歌手の北島三郎がいる。舞台の本番前には、必ず炭酸を抜いた三ツ矢サイダーを飲む。
1979年も大滝詠一がCMソングを手掛ける予定だった。「透明ガール」と言うコピーとCMモデルがブルック・シールズなのは決まっていた。CMソングはパレードの「サンシャインガール」に伊藤アキラが新たな日本語詞を付けたカバー。しかし、ブルック・シールズが使えなくなり幻に終わる。尚、歌の録音は行われており、「サイダー79 （サンシャイン・ガール）」のタイトルで『NIAGARA CM SPECIAL Vol.1 3rd Issue 30th Anniversary Edition』に収録されて日の目を見た。

## 関連製品
販売・製造元がアサヒ飲料になって以後、三ツ矢のマークを冠した三ツ矢サイダーの姉妹品・シリーズ品として、発売期間限定のサイダー飲料がいくつか併売されている。グループ会社のアサヒグループ食品からは、三ツ矢サイダーブランドのキャンディーが発売されている。

### 飲料
★印：2024年2月4日時点で発売されている製品
- ★三ツ矢 PREMIUM SWEET（2024年1月23日）
- ★三ツ矢 とろっとマンゴーミックス（2023年12月19日） ※期間限定発売
- ★三ツ矢 柚子ジンジャー（2023年12月5日） ※期間限定発売
- ★三ツ矢 特濃マスカットスカッシュ（2023年11月21日）
- 三ツ矢 はちみつレモン濃いめ（2023年11月7日）
- 三ツ矢 4種のフルーツスパークリング（2023年10月17日）
- 三ツ矢 地中海ブラッドオレンジ（2023年10月3日）
- 三ツ矢 フルーツリッチプラスGABA（2023年9月19日）
- 三ツ矢 とろっと洋梨（2023年9月5日） ※期間限定発売
- ★三ツ矢 特濃アップルスカッシュ（2023年8月22日）
- 三ツ矢 日本くだものがたり 長野県産黄金桃（2023年8月8日）
- 三ツ矢サイダークラシック1970（2023年7月25日） ※1970年代の「三ツ矢サイダー」をベースに現代風に再現されたもの。期間限定発売
- 三ツ矢 特濃メロンスカッシュ（2023年7月11日）
- 三ツ矢 シャキッとルビーレモネード（2023年6月27日） ※期間限定発売
- 三ツ矢 すきっと果実（2023年5月23日）
- 三ツ矢 日本くだものがたり やんばるパイン（2023年5月9日）
- 三ツ矢 フルーツリッチプラス（2023年4月25日）
- ★三ツ矢 特濃グレープスカッシュ（2023年3月21日）
- ★三ツ矢 100%グレープミックス（2023年3月21日）
- ★三ツ矢 こだわりレモンスカッシュ（2023年3月21日） ※300mlボトル缶
- 三ツ矢 日本くだものがたり 和歌山県産南高梅（2023年1月31日）
- ★三ツ矢 特濃ピーチスカッシュ（2023年1月10日、2024年1月9日改良）※「三ツ矢 完熟もも」の後継製品
- 三ツ矢 芳醇メロンソーダ（2022年12月20日） ※期間限定発売
- 三ツ矢 オレンジ&カシスsparkling（2022年12月6日） ※期間限定発売
- 三ツ矢 特濃ハニーレモンスカッシュ（2022年11月22日） ※期間限定発売
- 三ツ矢 にほんくだもの 愛媛県産はれひめ（2022年10月25日） ※期間限定発売
- 三ツ矢 フルーツパンチクラシカル（2022年10月11日） ※期間限定発売
- 三ツ矢 クラフトジンジャエール（2022年9月20日）
- 三ツ矢 濃密りんご（2022年9月6日） ※期間限定発売
- 三ツ矢 特濃ピンクグレープフルーツスカッシュ（2022年8月23日）
- 三ツ矢 微糖炭酸水グリーンアップル（2022年8月9日） ※期間限定発売
- 三ツ矢 にほんくだもの 大分県産日田の梨（2022年6月28日） ※期間限定発売
- 三ツ矢 ストロングレモン（2022年6月14日、2023年6月13日改良） ※「三ツ矢 グリーンレモン」の内容量を570mlに増量し、容量に合わせてクエン酸も7,350mgに増量。2023年6月改良時にはクエン酸が7,580mgに増量された。期間限定発売。
- 三ツ矢 ソルティグレフル（2022年5月31日） ※期間限定発売
- 三ツ矢 クラフトミントライム（2022年5月10日） ※クラフトシリーズの第2弾。期間限定発売
- 三ツ矢 微糖炭酸水レモン（2022年4月19日）
- 三ツ矢 にほんくだもの 熊本県産肥後グリーン（2022年4月5日） - 期間限定発売
- 三ツ矢 にほんくだもの 青森県産ジョナゴールド（2022年2月15日） - 期間限定発売
- ★三ツ矢クラフトコーラ（2022年1月18日、同年11月8日改良、2023年3月21日・4月11日改良）[17] - 当初は500mlペットボトルのみだったが、2022年3月に350ml缶を追加発売。同年11月に500mlペットボトルがパッケージデザインを変更してリニューアルされた。2023年3月に350ml缶、その翌月に500mlペットボトルが順次改良され、コンビニエンスストア限定の570mlペットボトルが追加発売された。
- 三ツ矢 完熟もも（2022年1月4日）　※「三ツ矢 ぜいたく桃」の後継製品
- 三ツ矢 フルーツソーダグレープフルーツ（2021年12月21日） ※2021年限定復刻シリーズの第6弾で、1973年発売の同名製品の味わいを現代に再現したもの。期間限定発売
- 三ツ矢 特濃ライムミックス（2021年12月7日）
- 三ツ矢 皮ごとレモン（2021年11月23日）
- 三ツ矢 にほんくだもの ゆず（2021年10月19日）
- 三ツ矢 シトラスイエロー（2021年10月3日） ※2021年限定復刻シリーズの第5弾で、1984年発売の「三ツ矢サイダー シトラスイエロー」の味わいを現代に再現したもの。期間限定発売
- 三ツ矢 特製メロンソーダ（2021年9月21日）
- 三ツ矢 にほんくだもの つがる（2021年9月7日）
- 三ツ矢 ラズベリーテイスト（2021年8月24日） ※2021年限定復刻シリーズの第4弾で、1990年発売の「三ツ矢サイダー ラズベリーテイスト」の味わいを現代に再現したもの。期間限定発売
- 三ツ矢 特濃レモンスカッシュ（2021年8月10日）
- 三ツ矢サイダー ソルティ（2021年7月13日）
- 三ツ矢 にほんくだもの 巨峰（2021年6月29日）
- 三ツ矢 クリスタルC（2021年6月15日） ※2021年限定復刻シリーズの第3弾で、1983年発売の「三ツ矢サイダークリスタルC」の味わいを現代に再現したもの
- 三ツ矢サイダー フローズン（2021年5月18日）　※「三ツ矢」ブランド初のフローズン飲料。凍らせてから飲むことを前提にしているため、非炭酸（清涼飲料水規格）となり、容器も口栓付パウチ（155g）となる。期間限定発売
- 三ツ矢 ハチレモ（2021年4月27日）　※2021年限定復刻シリーズの第2弾で、1990年発売の「三ツ矢 ハチレモ」の味わいを現代に再現したもの
- 三ツ矢 にほんくだもの しらぬい（2021年2月16日）
- 三ツ矢 フルーツソーダプラム（2021年1月19日）　※2020年に引き続き展開する限定復刻シリーズの第1弾で、1974年発売の「三ツ矢 フルーツソーダプラム」の味わいを現代に再現したもの
- 三ツ矢 ぜいたく桃（2021年1月5日）　※「三ツ矢 とろけるもも」の後継製品
- 特産三ツ矢 福岡県産あまおう（2020年12月1日）
- 三ツ矢 リフレッシュ（2020年10月27日）　※ぶどう糖を25g配合
- 三ツ矢 特製レモネード（2020年9月29日）
- 三ツ矢 芳醇りんご（2020年9月1日）
- 三ツ矢 特濃グレープフルーツスカッシュ（2020年8月4日）　※本品は果汁を含むため、「15%グレープフルーツ果汁入り飲料（炭酸ガス入り）」に区分される
- 三ツ矢サイダー クラシック（2020年7月14日）　※2020年限定復刻シリーズの第4弾で、1952年発売の「全糖三ツ矢シャンペンサイダー」を現代風にアレンジされたもの
- 三ツ矢 とろけるマンゴーミックス（2020年6月2日）
- 三ツ矢サイダー ライト（2020年5月19日）　※2020年限定復刻シリーズの第3弾で、1984年発売の「三ツ矢ライトサイダー」を現代風にアレンジされたもの。内容量は300ml（瓶）から500ml（ペットボトル）に増量となる。
- ★三ツ矢 特濃オレンジスカッシュ（2020年4月7日、2020年3月2日、2022年3月1日改良）　※本品は果汁を含むため、「20%オレンジ果汁入り飲料（炭酸ガス入り）」に区分される
- 三ツ矢サイダー シルバー（2020年3月24日） ※2020年限定復刻シリーズの第2弾で、1970年発売の「三ツ矢サイダーSILVER」を現代風にアレンジされたもの
- 三ツ矢サイダー ゼリー（2020年3月17日） ※「三ツ矢」ブランド初の炭酸ゼリー飲料。280gペットボトルのみの設定。自動販売機限定発売
- 三ツ矢 ピーチ（2020年3月17日） ※300mlボトル缶のみの設定
- 特産三ツ矢 愛媛県産いよかん（2020年3月10日）
- 三ツ矢 ピンクレモネード（2020年2月18日）
- ★三ツ矢サイダー レモラ（2020年1月21日、2021年3月23日改良、2022年3月22日改良、2023年2月28日改良） ※2020年限定復刻シリーズの第1弾で、1967年発売の「三ツ矢 レモラ（2代目製品）」を現代風にアレンジされたもの。2014年9月発売の「三ツ矢 レモラ」とは異なり、全業態での発売となる。2021年3月にレギュラー品へ昇格して再発売され、スリムボトルとなった500mlペットボトルに加え、300mlボトル缶と1.5Lペットボトルを加えた3容量となった。2022年3月の改良では570mlペットボトルが追加された。2023年2月28日の改良を機に500mlペットボトルのみに集約された。
- 三ツ矢 とろけるもも（2020年1月7日）　※「三ツ矢 くちどけもも」の後継製品
- 特産三ツ矢 山梨県産ラ・フランス（2019年12月10日）　※2013年5月の「ぜいたく三ツ矢」以来の発売
- 三ツ矢 フルーツパンチ（2019年11月5日、2020年11月17日改良、2021年11月9日改良）
- 特産三ツ矢 長野県産巨峰（2019年10月8日、2020年10月13日改良） ※2014年11月の「ぜいたく三ツ矢」以来の発売
- 三ツ矢 ジンジャー（2019年9月17日）
- 特産三ツ矢 青森県産ふじ（2019年8月27日）
- 三ツ矢 くちどけマンゴーミックス（2019年8月6日）
- 三ツ矢 アイスマスカット（2019年6月18日）
- 特産三ツ矢 静岡県産マスクメロン（2019年6月4日）
- 三ツ矢 レモネード（2019年4月2日）
- 三ツ矢 アセロラ（2019年3月19日、2020年8月18日改良） ※発売当初は300mlボトル缶のみの設定で自動販売機限定だったが、2020年8月に中身を改良し、500mlペットボトルに変更の上、店頭販売へ移行した。
- 三ツ矢 100%アップル（2019年3月5日、2020年3月17日改良(430mlペットボトル)、同年6月23日改良(500mlペットボトル)） ※本品は「りんごジュース（濃縮還元：炭酸ガス入り）」に分類される。なお、一度製造を終了していた500mlペットボトルは2020年6月の改良により発売再開したものの、その後、430mlペットボトルのみであった。
- 三ツ矢 微糖スパークリング グレープフルーツ&ベリー（2019年2月19日）
- 特産三ツ矢 愛媛県産せとか（2019年2月5日）
- 三ツ矢 くちどけもも（2019年1月8日）
- 三ツ矢 クラッシュマスカット（2018年11月6日）
- 特産三ツ矢 宮崎県産日向夏（2018年10月16日）
- 三ツ矢 ビターライム（2018年9月18日）
- 特産三ツ矢 福島県産あかつき（2018年8月7日）
- 三ツ矢 エクストラリフレッシュ マンゴー（2018年7月3日）
- 特産三ツ矢 沖縄県産やんばるパイン（2018年6月5日）
- 三ツ矢 グリーン スパークリングウォーター（2018年4月3日）
- 三ツ矢 エクストラリフレッシュ ピンクグレープフルーツ（2018年5月15日）
- 特産三ツ矢 青森県産王林（2018年4月3日、2019年3月19日改良、2020年4月21日改良）　※2013年8月と2014年8月の「ぜいたく三ツ矢」以来の発売
- 特産三ツ矢 熊本県産河内蜜柑（2018年3月20日）
- 三ツ矢 エクストラリフレッシュ みかん（2018年3月6日）
- 三ツ矢 エクストラリフレッシュ アップル（2018年1月9日）
- 三ツ矢 エクストラリフレッシュ レモン（2018年1月9日） ※「三ツ矢新搾り レモン」の実質的な後継製品
- 特産三ツ矢 福島県産あかつき（2018年8月7日）
- 三ツ矢 100%オレンジミックス（2017年11月21日、2019年12月3日改良、2021年3月23日改良）　※2017年11月、2019年12月発売時はセブン-イレブン限定で発売されていたが、2021年に自動販売機限定品として再発売された。
- 三ツ矢新搾り マスカット（2017年11月7日） ※期間限定品
- 特産三ツ矢 長野県産シナノスイート（2017年10月10日）
- 三ツ矢新搾り レモン（2017年9月12日）
- 三ツ矢 メロン（2017年9月5日、2018年4月17日改良、2020年12月22日改良） ※当初は300mlボトル缶のみの設定で自動販売機限定だったが、2020年12月の改良で500mlに増量してペットボトルとなり、店頭販売へ移行された。
- 特産三ツ矢 鳥取県産二十世紀梨（2017年8月29日）
- 三ツ矢サイダー NIPPON（2017年8月8日、2018年7月17日改良、2019年7月16日改良） ※以前発売されていた「三ツ矢クラシックサイダー」の実質的な後継製品で、昭和初期の「三ツ矢シャンペンサイダー」の味わいを再現したもので、500mlボトル缶だった。2018年7月発売品では1970年代初頭に発売されていた「三ツ矢サイダー」の味わいを現代風にアレンジしたものに改良され、ガス圧のアップに伴い、ペットボトルに変更。2019年7月発売品では1964年に発売されていた「三ツ矢サイダー」の味わいを現代風に再現されたものに改良された。
- 三ツ矢新搾り グレープフルーツ（2017年5月23日）
- 特産三ツ矢 北海道産らいでんメロン（2017年5月2日）
- 特産三ツ矢 愛媛県産清見（2017年3月7日）
- 三ツ矢新搾り ぶどう（2017年1月10日） ※「三ツ矢 澄み切るグレープサイダー」の後継製品
- 三ツ矢新搾り もも（2017年1月10日）
- 三ツ矢ヨーグル（2016年11月15日） ※乳清発酵液を使用しているため、ラベルには「この商品には乳成分を含みます。」の表記がされている。
- ぜいたく三ツ矢 広島県産はっさく（2016年10月11日）
- ★三ツ矢サイダーW（ダブル）（2016年10月4日、2017年3月21日改良、2018年3月20日改良、2020年3月17日改良、2021年4月6日改良、2023年1月24日改良） ※「三ツ矢サイダープラス」後継の特定保健用食品、2023年1月改良時に環境負荷低減を図るため、ラベルをシュリンクタイプからロールタイプに変更した。
- 三ツ矢スーパーレモンC（2016年9月20日） ※300mlボトル缶のみの設定
- ぜいたく三ツ矢 青森県産トキりんご（2016年8月9日）
- ぜいたく三ツ矢 新潟県産ル レクチエ（2016年5月3日）
- 三ツ矢 グリーンレモン（2016年4月26日、2019年5月21日改良、2020年6月16日改良、2021年5月25日改良） ※当初は300mlボトル缶のみの設定だったが、2016年7月5日に「三ツ矢サイダー グリーンレモン」からリニューアルする形で500mlペットボトルを追加発売。2017年4月に300mlボトル缶の販売を再開。2019年5月21日改良時には1.5Lペットボトルが設定されたが、2020年6月16日の改良では500mlペットボトルのみとなる。
- 三ツ矢 澄みきるグレープサイダー（2016年3月22日、2016年9月13日改良）
- 三ツ矢 澄みきるオレンジサイダー（2016年3月22日、2016年9月13日改良）
- ぜいたく三ツ矢 山形県産佐藤錦（2016年2月9日）
- 三ツ矢 梅 咲（さく）（2016年1月26日）
- 三ツ矢 白いサイダー 雪いちご（2015年12月1日）
- ぜいたく三ツ矢 長野県産黄金桃（2015年11月3日）
- ぜいたく三ツ矢 あらごしストレートマンゴー（2015年9月8日） ※ファミリーマート限定販売
- ぜいたく三ツ矢 長野県産和梨（2015年8月4日）
- 三ツ矢フルーツサイダー パイナップル（2015年6月9日）
- ぜいたく三ツ矢 シチリア産ピンクグレープフルーツ（2015年5月12日）
- 三ツ矢フルーツサイダー グレープ（2015年3月3日）
- ぜいたく三ツ矢 山梨県産白桃（2015年2月17日）
- 三ツ矢 柚子（2015年1月27日）
- 三ツ矢フルーツサイダー 青りんご（2015年1月6日）
- 三ツ矢クリームサイダー フルーツオレ（2014年12月9日）
- 濃い版三ツ矢梅（2014年11月18日）
- ぜいたく三ツ矢 長野県産巨峰（2014年11月4日）
- 三ツ矢クリームサイダー（2014年10月7日）
- 三ツ矢レモラ（2014年9月30日） ※1967年〜1979年にかけて発売されていた「三ツ矢レモラ（2代目製品）」の味わいをベースに、現在の技術を用いて復刻したもの。サークルKサンクス限定販売
- 三ツ矢フルーツサイダー グレープフルーツ（2014年9月9日）
- 三ツ矢クラシックサイダー（2014年7月29日） ※昭和初期の「三ツ矢シャンペンサイダー」の味わいを再現したもの
- 三ツ矢フリージングサイダー（2014年6月4日） ※長野・山梨・近畿圏・首都圏のセブン-イレブン限定販売
- 三ツ矢フルーツサイダー ライチ（2014年6月3日）
- ぜいたく三ツ矢 ニュージーランド産グリーンキウイ（2014年5月20日）
- 三ツ矢サイダーのリンゴ酢割り（2014年5月6日） ※株式会社ミツカン（現・株式会社Mizkan）とのコラボレーションで生まれた製品で、1本（500ml）に「ミツカン リンゴ酢」を15ml使用
- 三ツ矢フルーツサイダー ピーチ（2014年1月14日）
- 三ツ矢7種のフルーツミルクサイダー（2013年12月17日）
- ぜいたく三ツ矢 佐賀県産早生みかん（2013年11月26日）
- 三ツ矢ミルクサイダー（2013年11月5日）
- 三ツ矢フルーツサイダー 白ぶどう（2013年10月1日）
- ★三ツ矢 さわやかレモン（2013年10月1日） ※250ml缶のみの設定、当初は「三ツ矢サイダー さわやかレモン」として発売されていたが、2017年に改名されている。
- 三ツ矢 さわやかオレンジ（2013年10月1日） ※250ml缶のみの設定、当初は「三ツ矢サイダー さわやかオレンジ」として発売されていたが、2017年に改名されている。
- 三ツ矢サイダープラス（2013年9月10日、2014年9月16日改良、2015年9月29日改良） ※「三ツ矢」ブランド初の特定保健用食品
- ぜいたく三ツ矢 青森県産王林（2013年8月13日、2014年8月12日改良）
- 三ツ矢サイダー グリーンレモン（2013年7月2日、2014年7月1日改良、2015年7月7日改良）
- 三ツ矢フルーツサイダー レモン（2013年6月4日）
- ぜいたく三ツ矢 山形県産ラ・フランス（2013年5月21日）
- 三ツ矢フルーツサイダー オレンジ（2013年3月19日、2014年3月4日改良、2015年3月3日改良）
- 三ツ矢フルーツサイダー アップル（2013年3月19日、2014年3月4日改良、2015年8月25日改良）
- 三ツ矢 梅（2013年3月5日、2014年2月25日改良、2015年4月14日改良、2017年2月14日改良、2018年2月13日改良、2019年1月22日改良、2020年2月4日改良、2021年2月2日改良、2022年2月1日改良） - 2015年4月14日の改良時に500mlペットボトルに加え、300mlボトル缶を追加して2容量となっていた。2016年1月に「三ツ矢 梅 咲」へ継承されていたが、2017年2月14日の改良により約1年1ヶ月ぶりに発売当初時の名称に戻る。2019年1月22日の改良時には1.5Lペットボトルが追加発売され、約3年ぶりに2容量となった。2022年2月1日の改良時にはクエン酸を機能性関与成分として配合した「三ツ矢」初の機能性表示食品となったが、人工甘味料入りになる。
- 三ツ矢サイダー 日本の果実 山形県産さくらんぼ（2013年2月12日）
- 三ツ矢サイダー まる搾りもも（2013年1月8日）
- 三ツ矢サイダー アルフォンソマンゴー 練乳仕立て（2012年12月11日）
- 三ツ矢サイダー 日本の果実 九州産柚子（2012年11月27日）
- 三ツ矢クリームサイダー（2012年11月6日）
- 三ツ矢サイダー 日本の果実 長野県産巨峰（2012年10月2日）
- 三ツ矢サイダー まる搾りりんご（2012年9月18日）
- 三ツ矢サイダー 日本の果実 青森県産王林（2012年8月14日）
- 三ツ矢サイダー スーパーレモン（2012年7月24日）
- 三ツ矢サイダー 甘熟パイン（2012年7月3日）
- 三ツ矢サイダー 日本の果実 宮崎県産日向夏（2012年5月8日）
- 三ツ矢のきれいな水 レモン（2012年4月24日） ※清涼飲料水規格（無炭酸）、凍結ボトル採用
- 限定復刻 三ツ矢サイダー（2012年3月27日：1969年のレシピをもとに当時の味わいを再現し、60年代のラベルをモチーフとしたパッケージデザインを採用） ※数量限定・ワンウェイびん
- 三ツ矢サイダー 日本の果実 プレミアムミックス（2012年2月21日）
- 白い三ツ矢サイダー ゴールデンテイスト（2012年1月10日）
- プレミアム三ツ矢サイダー 国産白ぶどう（2011年11月29日）
- プレミアム三ツ矢サイダー 国産柚子&レモン（2011年10月11日）
- 三ツ矢サイダー 完熟りんご（2011年9月13日）
- プレミアム三ツ矢サイダー 国産梨（2011年8月2日）
- 三ツ矢 塩サイダー（2011年7月19日：鳴門の焼塩使用）
- 三ツ矢サイダー まる搾りレモン（2011年6月28日、2012年6月12日改良）
- プレミアム三ツ矢サイダー 国産夏みかん（2011年5月10日）
- 三ツ矢サイダー まる搾りぶどう（2011年3月22日、2012年4月10日改良）
- プレミアム三ツ矢サイダー 国産白桃（2011年2月22日）
- 三ツ矢サイダー まる搾りオレンジ（2011年1月25日、2012年1月24日改良）
- 白い三ツ矢サイダー 赤りんご&青りんご（2011年1月4日：北海道産れん乳使用）
- プレミアム三ツ矢サイダー 瀬戸内レモン（2010年12月14日：瀬戸内レモン果汁使用） ※数量限定
- 三ツ矢サイダー ザ・プレミアム（2010年12月7日、2011年12月6日改良） ※数量限定・ワンウェイびん
- 白い三ツ矢サイダー（2010年11月16日、2011年11月1日改良：植物性乳酸菌使用）
- プレミアム三ツ矢サイダー 国産温州みかん（2010年10月19日：国産温州みかん果汁使用） ※数量限定
- りんごはじける三ツ矢サイダー（2010年9月14日：青森県産りんご果汁使用）
- プレミアム三ツ矢サイダー 国産梨（2010年8月17日：国産梨果汁使用） ※数量限定
- ぶどうはじける三ツ矢サイダー（2010年6月29日：有機ぶどう果汁使用）
- プレミアム三ツ矢サイダー 国産紀州梅（2010年6月1日：紀州南高梅果汁使用） ※数量限定
- レモンはじける三ツ矢サイダーゼロ（2010年3月23日：有機レモン果汁1%、カロリーゼロ・糖類ゼロ・保存料ゼロ ※「カロリーゼロ」と「糖類ゼロ」は栄養成分表示による）
- プレミアム三ツ矢サイダー 国産白桃（2010年1月26日：国産白桃果汁使用） ※数量限定
- 白い三ツ矢サイダー 白ぶどう（2010年1月5日：北海道産練乳・植物性乳酸菌・白ぶどう果汁1%使用）
- 三ツ矢サイダー さわやかぶどう（2009年7月14日：有機ぶどう果汁3%使用、カロリーオフ）
- ★三ツ矢サイダー ゼロストロング（2009年5月26日、2010年3月16日改良、2011年6月21日改良、2012年5月29日改良、2013年5月7日改良、2014年3月4日改良、2015年3月24日改良、2016年3月22日改良、2017年3月21日改良、2018年3月20日改良、2019年3月19日改良、2020年5月15日改良、2023年2月28日改良：カロリーゼロ・糖類ゼロ・保存料ゼロ ※「カロリーゼロ」と「糖類ゼロ」は栄養成分表示による。2015年3月24日に「三ツ矢サイダー オールゼロ」から「三ツ矢サイダー ゼロ」に、さらに2016年3月22日に「 - ゼロストロング」に商品名を変更した）
- スカッと白い三ツ矢サイダー 青りんご（2009年1月6日：北海道産練乳・植物性乳酸菌・青りんご果汁1%使用）
- スカッと白い三ツ矢サイダー（2008年11月25日：北海道産練乳・植物性乳酸菌使用）
- 三ツ矢サイダー 日本品質 青森産ふじりんご（2008年8月26日：青森県産ふじりんご果汁20%使用）
- ぶどうを搾った三ツ矢サイダー（2008年7月1日（8月からパッケージを変更する）：有機ぶどう果汁3%使用、カロリーオフ（19kcal/100ml））
- 三ツ矢サイダー 日本品質 紀州南高梅（2008年5月27日：和歌山県産南高梅果汁10%未満使用）
- 三ツ矢サイダー マスカット（2008年1月29日：マスカット オブ アレキサンドリア果汁20%使用、微炭酸） ※数量限定
- 練乳が入った三ツ矢サイダー（2008年1月8日：北海道産練乳使用、微炭酸、「三ツ矢 白いサイダー」のリニューアル品）
- 三ツ矢 丸搾りみかん すっきり仕立て（2007年10月16日：和歌山県産温州みかん果汁10%未満使用）
- 三ツ矢 手摘みりんご 完熟仕立て（2007年8月21日：青森県産りんご果汁10%未満使用）
- 三ツ矢サイダー すっきり紀州梅（2007年5月15日：紀州産南高梅果汁1%使用、微炭酸） ※数量限定
- レモンを搾った三ツ矢サイダー（2007年3月14日、2008年3月11日改良、2009年3月3日改良：有機レモン果汁使用（発売当初は1%使用だったが、2008年3月11日の改良で3%使用に増量）、カロリーオフ）
- 三ツ矢 ゴールデンデリシャス（2007年1月31日：りんご果汁30%使用、微炭酸） ※数量限定
- 三ツ矢 白いサイダーいちご（2006年11月29日（発売当初から12月上中旬頃まではスペシャルパッケージ仕様）、2007年11月27日改良）※発売当初は無果汁だったが、2007年11月の改良でいちご果汁1%仕様に変更。内容量も500ml・1.5Lの2容量から450mlの1容量のみとなる。
- 三ツ矢 まる搾り白ぶどう（2006年10月18日：長野県産白ぶどう果汁1%使用）
- 三ツ矢 完熟ふじりんご（2006年8月30日：秋田県産完熟ふじりんご果汁1%使用）
- 三ツ矢 美ら島（ちゅらしま）パイン（2006年7月5日：沖縄県産パインアップル果汁1%使用）
- 三ツ矢 白いサイダーメロン（2006年6月（翌年6月12日からも発売）：北海道産練乳使用、無果汁、微炭酸） ※ファミリーマート限定販売
- 三ツ矢 手摘み白桃（2006年5月17日：福島県産白桃果汁1%使用）
- 三ツ矢 信州高原ぶどう（2006年3月15日：信州・桔梗ヶ原産ぶどう果汁1%使用）
- 三ツ矢 紀州みかん（2006年2月1日：紀州産みかん果汁1%使用）
- 三ツ矢 スカッとふじりんご（2005年8月24日：秋田県産ふじりんご果汁1%使用）
- 三ツ矢 スカッとパイン（2005年6月：沖縄県産パインアップル果汁3%使用）
- 三ツ矢 シュワッとはじけるメロン（2005年5月） ※ファミリーマート限定販売
- 三ツ矢 夏みかん（2005年5月11日：無果汁） ※ニューボトル缶デザインアワード2005の優秀作品
- 三ツ矢 爽レモンサイダー（2005年4月：凍結濃縮レモン果汁4%使用）
- 三ツ矢 白いサイダー（2004年6月23日（九州限定発売）、2005年1月19日改良（改良に合わせて販売エリアを全国に拡大）、2006年1月11日改良、2007年1月10日改良、2015年10月6日改良（約8年8ヶ月ぶりの再発売））
- 三ツ矢 スカッと青りんご（2004年8月25日（500mlPET）/9月15日（1.5LPET））
- 三ツ矢 スカッと白ぶどう（2004年6月9日：果汁1%使用、微炭酸）
- 三ツ矢 スカッと夏みかん（2004年5月26日 - 8月末までの期間限定：果汁1%使用）
- 三ツ矢グレープ（2002年3月20日）
- 三ツ矢サイダー クラシックテイスト（2001年6月19日（250ml缶）/6月26日（500mlボトル缶）、2002年6月12日改良：初期の製品を再現したもので、リンゴの果汁のようなテイストがあり、またわずかに黄色がかっている）※500mlボトル缶はコンビニエンスストア限定
- 三ツ矢 さわやかりんご（2001年2月13日）
- 三ツ矢 天然水青りんご（2000年7月31日（500mlPET）/8月21日（350ml缶・1.5LPET））
- 三ツ矢 さわやかぶどう（2001年2月13日改良）
- 三ツ矢 さわやかグレープフルーツ
- 三ツ矢 ホワイトソーダ（1997年頃に発売されていた物で、CMには広末涼子が出演していた）
- 三ツ矢 ピンクソーダ
- 三ツ矢 イエローソーダ
- 三ツ矢 フルーツソーダ グレープフルーツ
- 三ツ矢 フルーツソーダ プラム
- 三ツ矢 ハチレモ
- 三ツ矢サイダー クリスタルC
- 三ツ矢サイダー ラズベリーテイスト
- 三ツ矢サイダー シトラスイエロー
- 三ツ矢ライトサイダー
- 三ツ矢サイダーSILVER
- 三ツ矢コーヒー（1981年発売のコーヒー飲料。1986年に「NOVA」、1990年に「J.O.」を経て、1997年から現在は「Wonda」にブランド名を変更）
- 三ツ矢レモラ（1967年発売の柑橘系香味無色透明炭酸飲料）[注釈 14]

### キャンディー・グミ
- 三ツ矢サイダーキャンディー（大袋71g・スティックタイプ10粒）
- 三ツ矢サイダーキャンディー メロン味（大袋71g）
- 三ツ矢サイダーキャンディー レモン味（大袋81g）
- 三ツ矢サイダーキャンディー 糖類0（スティックタイプ10粒）
- 練乳が入った三ツ矢サイダーキャンディー（大袋81g）
- ぶどうを搾った三ツ矢サイダーキャンディー（大袋68g）
- 三ツ矢サイダーキャンディー（アソートタイプ大袋136g）
- 三ツ矢サイダーグミ（50g）
- 三ツ矢サイダー白桃グミ（50g）
- 三ツ矢サイダーレモングミ（50g）
- 三ツ矢サイダーさわやかぶどうグミ（50g）
- 三ツ矢サイダーいちごグミ（50g）

## 広告曲
- Cider'73/大滝詠一（1973年）
- Cider'74/大滝詠一（1974年）
- Cider'75/大滝詠一（1975年）
- 三ツ矢サイダー'76/山下達郎（1976年）
- Cider'77/大滝詠一（1977年）
- 勝手にシンドバッド/サザンオールスターズ（1978年、2018年）
- 青い空の心（No me? More no!）/サザンオールスターズ（1979年）
- いなせなロコモーション/サザンオールスターズ（1980年）
- Cider'83/大滝詠一（1983年）
- 三ツ矢サイダー'84/大貫妙子（1984年）
- 三ツ矢サイダー'85/大貫妙子（1985年）
- クロール/大沢誉志幸（1986年）
- 女ぎつね On The Run/BARBEE BOYS（1987年）
- 恋に落ちた日 Anyday You Love Me/河内淳一（1988年）
- She Wants To Dance With Me/リック・アストリー（1988年）
- Take Me To Your Heart/リック・アストリー（1988年）
- Some Kinda Love/リック・アストリー（1988年）
- SPARKLIN' GIRL/井上大輔（1989年）
- Woman/中西圭三（1992年）
- CIDER/GIMIX（中西圭三）（1992年）
- まゆみ/KAN（1993年）
- まだ見ぬ君への愛の詩 /THE ALFEE（1994年）
- 水着とBeachとBoys/リンドバーグ（1995年）
- SUMMER GOODでいいじゃない（Part II）/ISIS（1996年）
- ゲンキダシテ/大黒摩季（1997年）
- HOT LIMIT/T.M.Revolution（西川貴教、1998年）
- フェロミスト/Galla（1999年）
- BLOW YOUR LIFE/エレキハチマキ（2000年）
- 桜並木道/Whiteberry（2001年）
- スミレ/ゆず（2002年）
- サイダーで、クロール/LAUNDRYS（2003年）
- シュワわせダンス（2004年）
- STAND BY ME/GOING UNDER GROUND（2005年）
- VISTA/GOING UNDER GROUND（2006年）
- テルーの唄/手嶌葵（2006年、映画『ゲド戦記』との共同広告）
- しおり/Aqua Timez（2007年）
- Diary/コブクロ（2008年）
- 崖の上のポニョ/藤岡藤巻と大橋のぞみ（2008年、映画『崖の上のポニョ』との共同広告）
- To be free/嵐（2010年）
- 「幸せなら手をたたこう」の替え歌/山寺宏一（2011年、歌詞をキャッチコピー「シュワわせなら三ツ矢飲もう」に変えている）
- 「とんちんかんちん一休さん」の替え歌（2012年、歌詞を「すきすき・・・透きとおる」に変えている）
- Yeah! Yeah! Yeah!/androp（2015年）
- 弥蜜塌菜（やみつだーさい）のしらべ/サザンオールスターズ（2017年）[18]
- みんなのうた/サザンオールスターズ（2018年）
- LOVE AFFAIR 〜秘密のデート/サザンオールスターズ（2018年）
- I AM YOUR SINGER/サザンオールスターズ（2018年）
- あまちゃんのテーマ/大友良英（2018年、「三ツ矢グリーンスパークリングウォーター」で使用。アレンジを変更）
- 壮年JUMP/サザンオールスターズ（2018年）
- 夏のどこかへ/WANIMA（2019年）
- 青のなかで / いきものがかり（2024年）[19]

## CM出演者

### 現在
- いきものがかり
- 横浜流星

### 過去
- 三ツ矢歌子
- 藤村俊二（1970年、シルバー）
- 風吹ジュン（1973年 - 1975年、2014年）
- 秋吉久美子（1976年 - 1977年）
- サザンオールスターズ（1979年 - 1980年、2017年 - 2018年）
- 手塚さとみ（1979年 - 1980年）
- 丘みつ子（1984年）
- 富田靖子（1985年 - 1986年）
- リック・アストリー（1988年）
- 小島聖（1993年 - 「三ツ矢学園生徒役」1995年）
- 伊藤もなみ（「三ツ矢学園生徒役」1995年）
- 山口紗弥加（「三ツ矢学園生徒役」1995年）
- 井原正巳（「三ツ矢学園教師役」1995年）
- 夏川結衣（1996年）
- イチロー（1996年 - 1999年、広告出演中にパッケージにイチローが描かれた缶、ペットボトルが発売された）
- 広末涼子（1997年 - 1998年に三ツ矢ホワイトソーダ）
- SPEED（1997年 - 1998年）
- 水谷妃里（2001年）
- 松浦亜弥（2002年）
- 渡部豪太（2003年）
- 西原亜希（2004年）
- 成海璃子（2005年、BGM：GOING UNDER GROUND）
- 夏帆（2006年）
- 新垣結衣（2007年、BGM：「しおり」（Aqua Timez））
- 櫻井翔、北乃きい（2009年）
- 東山紀之（2009年、オールゼロ）
- 北川景子、瀧本美織（2011年）
- 向井理、田中将大、横峰さくら（2011年、オールゼロ）
- 上戸彩（2012年 - 2014年）
- 石橋杏奈（2012年、オールゼロ）- 田中将大と共演
- 福士蒼汰（2014年 - 2016年）
- 鈴木福（2014年）
- 多部未華子（2015年）
- 小松菜奈（2015年）
- 博多華丸・大吉（2015年、プラス）
- 芳根京子（2016年 - 2017年）
- 高田純次（2016年）
- 神木隆之介（2017年）
- 広瀬すず（2019年）
- 嵐（2020年）
  - 櫻井翔（2022年 - 2023年8月）
  - 相葉雅紀（2022年 - 2023年8月）
- Hey! Say! JUMP（2021年 - 2023年8月、レモラ）
  - 山田涼介（2022年 - 2023年8月）
- 阿部亮平（Snow Man、2022年 - 2023年8月）
- 目黒蓮（Snow Man、2022年 - 2023年8月）

## 提供番組
- 知ってる?24時（ニッポン放送、2004年7月から2005年9月までの1年2ヶ月間、火曜日のスポンサー）
- ミューコミ （ニッポン放送、2006年4月から月曜日のスポンサー）
- 三ツ矢サイダーショートストーリー 「キミの笑顔」
- 音燃え!
- スター誕生!（当時は「アサヒビール株式会社」として）
- 海の日特別番組（中京テレビ制作・日本テレビ系、2016年 - 。2017年は「アサヒ飲料スペシャル」）
- 桑田佳祐のやさしい夜遊び（TOKYO FM、2019年4月から）